# 大西洋鲸属
大西洋鲸属（学名：Atlanticetus）是鲸下目下的一个属。

## 下属物种
本属包括以下物种：
- 宽吻大西洋鲸 Aglaocetus patulus (Kellogg, 1968)，曾被Remington Kellogg描述并命名为Aglaocetus patulus，当时被置于新须鲸科。
- 拉氏大西洋鲸 Atlanticetus lavei Bisconti, Damarco, Mao, Pavia & Carnevale, 2020